# Європейська Бізнес Асамблея

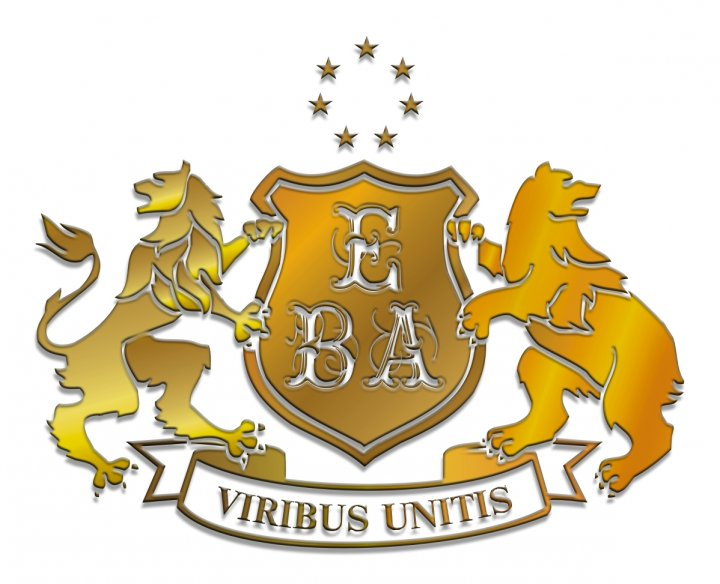
Логотип

Європейська бізнес-асамблея (ЕВА, англ. Europe Business Assembly)  — це приватна організація в Оксфорді, Британія.
За даними видання The Times, видає нагороди, до яких належать « премія Сократа» та «Пам'ять королеви Вікторії», що жодним чином не пов'язані з Оксфордським університетом.
Після того, як «переможець» сплатив гонорар розміром більше 10,000 євро, нагорода вручається на церемонії в таких місцях, як Оксфордська ратуша та Інститут директорів в Лондоні.

## Історія
Заснована 2000 року учасниками Лондонського Саміту як незалежну інформаційно-консультативну платформу для розвитку економічного діалогу. Платформа ЕВА не є самостійною юридичною особою у жодній юрисдикції. Адміністрування та управління корпоративно-консалтинговою платформою ЕВА здійснюється компаниєю «Europe Business Assembly Ltd».
За галузевими напрямками Європейська бізнес асамблея очолюється Радою директорів: К. Бріггс (Британія) — комунікації; Р. Верде (Британія) — наука і освіта; Х. Верле (Швейцарія) — інвестиційна політика; В. Костігліола (Бельгія) — медицина і охорона здоров'я; І. Саввов (Британія) — адміністративне управління та маркетингова політика; Д. Неттін (Британія) — консалтингова політика.

## Структура
Європейська Бізнес Асамблея має декілька підрозділів, що безпосередньо впроваджують у життя задекларовані принципи організації:
```

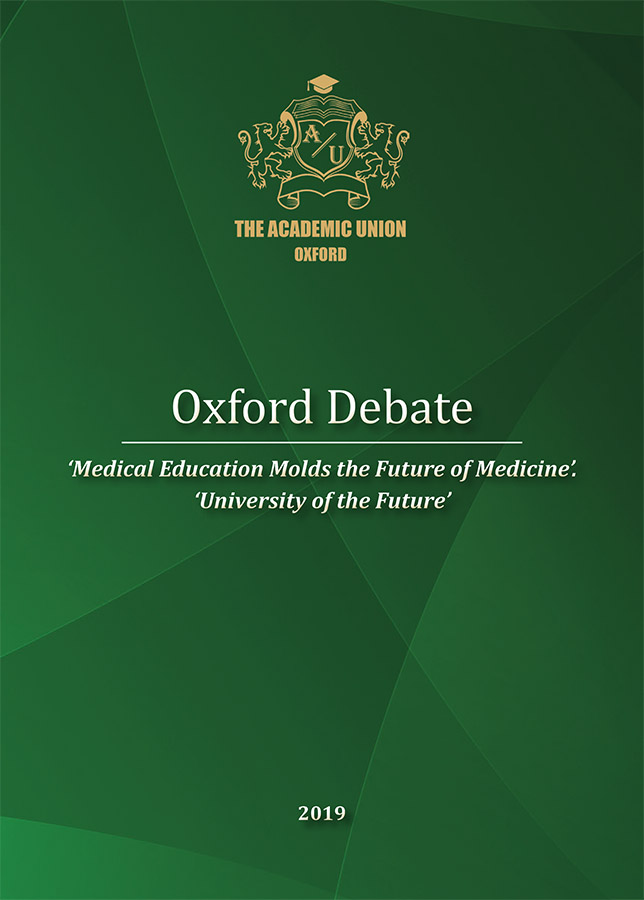
Обкладинка «Oxford Debate» 27 вересня 2019 р.

Академічний союз Оксфорду
 (англ. Academic Union Oxford (AUO))
 
— академічна асоціація з понад 200 канцлерів, ректорів та вчених університетів світу. Основна мета Союзу
 
— консолідація зусиль вчених, викладачів, промисловців та виробників на розвиток соціально-відповідального бізнесу, науки і освіти. Почесним Президентом AUO є професор В. Костигліола.
```

Керівники вищих навчальних закладів, установ, коледжів, дослідники, вчені, викладачі та представники структур вищої освіти та бізнесу можуть приєднатися до Академічного союзу незалежно від етнічного чи релігійного походження. Крім того, освітні організації та установи можуть вступати до Академічного союзу як асоційовані члени.
Члени Академічного Союзу беруть участь у щорічному зборі Союзу — Прийомі Європейської Бізнес Асамблеї, який традиційно проводиться в Оксфорді з 2000 року, а також в інших заходах партнерів Союзу для обміну досвідом, обговорення нових досліджень та отримання підтримки один від одного.
Також AUO проводить конферецію «Oxford Debate», під час якої розглядаються питання, пов'язані із майбутнім медичної, педагогічної та інших напрямків освіти.
```
Глобальний клуб лідерів (англ. Global Club of Leaders) 
 
— створений у 2006 році.
```

Президентом GCL є К. Бріггс. Члени GCL — вищі керівники компаній приватного та державного сектора, університетські викладачі та наукові колективи з 47 країн (Європи, Азії, Африки та Близького Сходу) об'єднуються разом для подальшого розвитку бізнесу та впливу на соціальний прогрес.

За результатами щорічної експертної оцінки в рамках щорічного проекту «Досягнення року» визначаються провідні регіональні компанії та національні лідери бізнесу, які запрошуються до Клубу.

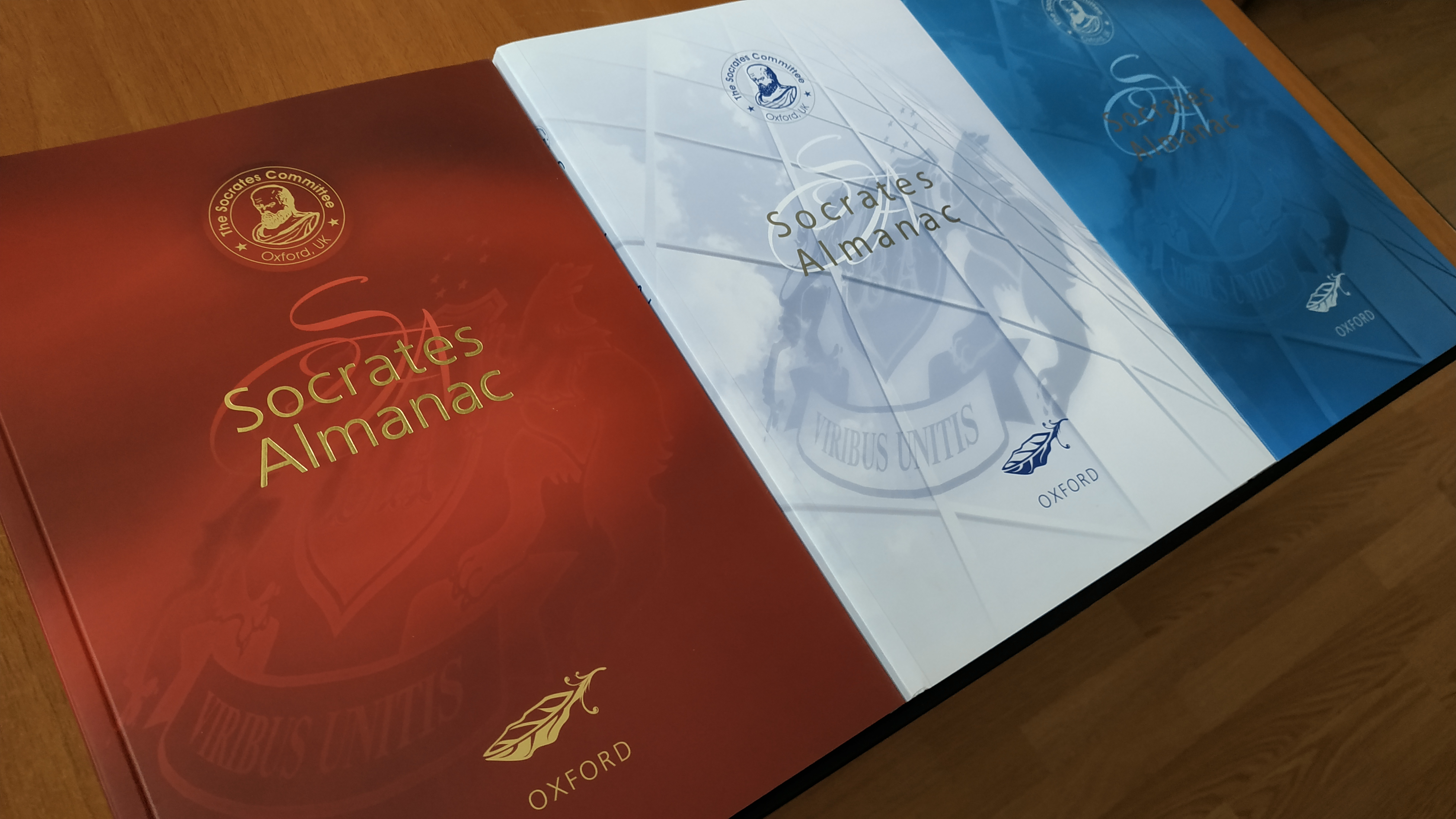
Обкладинки «Socrates Almanac»

 Агентство з розслідування фейкових новин (англ. Anti-fake news Investigation Agency (AIA))  — було створено з метою протидії дезінформації 12 квітня 2019 року на «Achievements Forum» в Лондоні 16 [Архівовано 2 грудня 2019 у Wayback Machine.]. Лідери бізнесу, науки та освіти з 54 країн світу підписали Резолюцію про створення Агентства для підтримки свободи слова та захисту суспільства від інформаційного сміття.
Anti-fake news Investigation Agency об'єднала експертів в області права, політології, соціології, медіа-комунікацій, психології для:
- допомоги окремим компаніям та персонам здійснити захист своєї честі та ділової репутації;
- сприяти освіті широкої громадськості і журналістського співтовариства про негативні наслідки фейкових новин для формування позитивного громадянського суспільства; — запропонувати захист жертвам підробних атак, надаючи об'єктивну, прозору платформу для вираження достовірної та правдивої інформації.

```
Socrates Almanac (ISSN 2053-4736) 
 
— це журнал, який працює над просуванням інновацій у бізнесі, науці та освіті.
```

Кожна публікація присвячена одному з представницьких самітів ЕВА, що проходять у Лондоні, Оксфорді, Відні, Валетті та інших містах. Також щорічно редакція Альманаху готує збірник наукових статей членів AUO.
```
нагороди Європейської Бізнес Асамблеї (EBA International Awards) 
 
— Європейська Бізнес Асамблея розробила постійно діючу програму нагород із чітким регламентом нагородження. У число кандидатів входять політики, бізнесмени, вчені та митці світу.
```

## Хронологія
- 2000  — Підписання меморандуму про створення платформи економічного та соціального партнерства — Європейської Бізнес Асамблеї у Оксфорд.
- 2001  — Відбуваються перші Саміти в Острава, Чехія, Ньїредьгаза, Угорщина та Одесі, Україна.
- 2002  — Проходять Форум «EUROMARKET — 2002» у Брюссель, Бельгія, зустріч «Середземноморські перспективи» у Валлетта, Мальта.
- Форум «Україна — ЄС: стратегія виходу на світовий ринок», у Києві, Україна.
- 2003  — Проходить низка економічних форумів, що проходять у Бєлгороді, Росія, Дамаск, Сирія, Антверпен, Бельгія.
- 2004  — Відбувся ІІ Конгрес Лідерів з 26 країн Європи в Палаці Президента Румунії в Бухаресті.
- Також відбувається економічний форум «New Europe in the EastWest dialogue: integration and development», що відбувся в Ньїредьгаза, Угорщина.
- Перший Саміт Лідерів відбувся в Оксфорді, Британія. Згодом Саміти Лідерів проводяться в Оксфорді щороку, навесні та восени.
- форум лідерів відбувся у Institute of Directors у Лондон, Британія.
- 2005  — конференція «EuroEducation 2005» відбулася в Оксфорд, Британія.
- ділова зустріч керівництва ЕВА та конгресу промисловців та підприємців в Храмі Христа Спасителя, Москва, Росія.
- ділова зустріч «Investing East Europe», відбулась у Лондоні, Британія.
- 2006  — конференція Лідерів освіти «EuroEducation 2006», Барселона, Іспанія.
- конференція з нафти і газу, Амман, Йорданія.
- Конгрес Лідерів слов'янських країн, Мінськ, Республіка Білорусь.
- форум інвестиційного бізнесу з питань нерухомості «EuropeEmpex — 2006», Лондон, Британія.
- науково-практична конференція «From the Leading Person to the Leading Country», Москва, Росія.
- наукова конференція Європейського клубу ректорів (CRE) «EuroEducation 2006», Оксфорд, Британія.
- 2007  — Оксфордський Саміт Лідерів світового бізнесу, науки та мистецтв, Оксфорд, Британія21.
- Зустріч керівників бізнесу, Женева, Швейцарія.
- Економічна місія ЕВА в Акабі та Аммані, Йорданія.
- науково-практична конференція «EuroEducation 2007», Барселона. Іспанія.
- 2008  — Прийом керівників промисловості, науки та культури в штабі конгресу промисловців та підприємців, Москва.
- Оксфордський Саміт Лідерів, Оксфорд, Британія.
- інвестиційний форум країн Близького Сходу та Середньої Азії та Східної Європи «Східні ворота», Амман, Йорданія.
- робоча зустріч лідерів бізнесу середземноморських країн на Мальті.
- Закордонна сесія EBA в Барселона, Іспанія.
- Віденський різдвяний бал: новорічний прийом лідерів, Відень, Австрія.
- 2009  — Діловий візит до Женеви, Швейцарія.
- Урочистий прийом, присвячений святкуванню на честь Анни, дочки Ярослава Мудрого, королеви Франції XI століття, що відбувся в Санліссі, Франція.
- Спільні економічні дії з Торговельною палатою долини Темзи [Архівовано 19 червня 2020 у Wayback Machine.] (Британія), що відбулися у Віндзорі, Британія.
- Саміт з медичного туризму на Мальті 22 [Архівовано 9 грудня 2019 у Wayback Machine.] .
- Зустріч президента конгресу промисловців та підприємців академіка В. Глухіх та генерального директора Європейської Бізнес Асамблеї Д.Неттіна з керівниками бізнесу, науки та культури, Москва, Росія.
- 2010  — «Medical Tourism Summit — 2010: Maltese Experience», Мальта 23 [Архівовано 9 грудня 2019 у Wayback Machine.].
- Відкритий європейський форум наукових досліджень. Сесія CRE: Європейський підхід, м.Турин, Італія.
- Оксфордський Саміт Лідерів, Оксфорд, Британія.
- «Імператорський вальс». Засідання Клубу лідерів, Відень, Австрія.
- 2011  — ЕВА зустрілася з президентом Туркменістану Г. Бердимухамедовим в Ашгабаді.
- Саміт Лідерів, Монтре, Швейцарія.
- 2012  — Щорічне підбиття рейтингу ділової активності під назвою «Досягнення-2012» проводилось у Institute of Directors, Лондон, Британія.
- Презентація інвестиційних проектів відбулася у Дубліні, Ірландія.
- 2013  — Традиційний лондонський Саміт Лідерів відбувся у Institute of Directors, Лондон, Британія. Форум був присвячений презентації перспективних проектів з метою інвестування в них[4].
- Третій Саміт Лідерів у Монтре, Швейцарія[5].
- Оксфордський Саміт Лідерів «Наука та Освіта»[6][7] 26 27 [Архівовано 9 грудня 2019 у Wayback Machine.].
- 2014  — Лондонський Саміт Лідерів «Швидка урбанізація: економіка, суспільство, управління»[8].
- Київський інвестиційний Саміт Лідерів 28 [Архівовано 9 грудня 2019 у Wayback Machine.].
- Саміт Лідерів з питань охорони здоров'я та туризму, Стреза, Італія 2930 [Архівовано 9 грудня 2019 у Wayback Machine.] 31 [Архівовано 9 грудня 2019 у Wayback Machine.] .
- Офіційна церемонія нагородження Європейської Бізнес Асамблеї, Оксфорд, Британія[9].
- Новорічний бал Сільвестра в Гофбурзі, Відень, Австрія.
- 2015  — Форум досягнень, Лондон, Британія.
- Спеціальна сесія ЕВА, Монтре, Швейцарія.
- Ніч європейських нагород, Канни, Франція[10].
- Саміт Лідерів, Оксфорд, Британія.
- Щорічне зібрання Оксфордського Академічного Союзу, Оксфорд, Британія.
- 2016  — Форум досягнень, Лондон, Британія.
- Форум провідних бізнес-напрямків — інвестиції, інновації, вдосконалення бізнес-процесів, Бад-Емс, Німеччина[11].
- Оксфордські бізнес-тренінги «Програма управління інвестиціями», Оксфорд, Британія — продовжений навчальний курс для керівників та професіоналів рівня С на базі Оксфордського навчального центра Академічного Союзу.
- Ніч європейських нагород, Канни, Франція[12][13][14].
- Саміт Лідерів, Оксфорд, Британія[15][16].
- 2017  — Проект «Краща медична практика», Дубай, ОАЕ.
- Форум досягнень-2017, Лондон, Британія[17].
- інвестиційна конференція «Литва відкрита для бізнесу», Вільнюс, Литва[18][19].
- Форум «Excellence in Quality», Люцерн, Швейцарія[20][21][22][23] 32 [Архівовано 9 грудня 2019 у Wayback Machine.] .
- Саміт Лідерів, Оксфорд, Британія[24]
- Також було проведено ряд навчальних занять та набуття спеціального статусу члена Економічної і соціальної ради ООН (ECOSOC).
- 2018  — «Форум досягнень — 2018», Лондон, Британія[25][26].
- Фестиваль бізнес-тріумфу та Європейська ніч нагород, Канни, Франція[27].
- Оксфордський Саміт Лідерів «Lifelong Learning and one step ahead Business. The necessity to move with the times».
- Спеціальна сесія Глобального клубу лідерів, Барселона, Іспанія[28].
- медичні конференції у співпраці з Європейською Медичною Асоціацією (EMA): в Ейн-Бокеку, Ізраїль[29], в Астана, Казахстан: «Комплементарна медицина та медичний туризм: У центрі уваги Казахстан»[30]; в Ая-Напі, Кіпр: «Туристичне та курортне місто: сьогодні та завтра, виклики та можливості»[31].
- Крім того, в Академічному союзі, Оксфорд, було проведено серію навчальних занять для керівників бізнесу, освіти та охорони здоров'я.
- Участь у зустрічі з Міллером, генеральним директором Організації Об'єднаних Націй у Женеві та відкриття конференц-зали (Бібліотеки) в Центральному Оксфорді.
- 2019  — 21 січня в штаб-квартирі ЕВА відбулася знакова зустріч директора ЕВА І. Саввова та президента Мальти Марі Луїзи Колейро Прека. Було прийнято рішення про створення мальтійсько-британський центр ділового та культурного співробітництва на базі ЕВА 33 [Архівовано 4 грудня 2019 у Wayback Machine.].
- 12 квітня на Форумі досягнень у Лондоні було створено Агенцію з розслідування антифейкових новин (AIA). Лідери бізнесу, науки та освіти з 54 країн світу підписали Постанову про створення Агенції для захисту суспільства від недобросовісних журналістів.

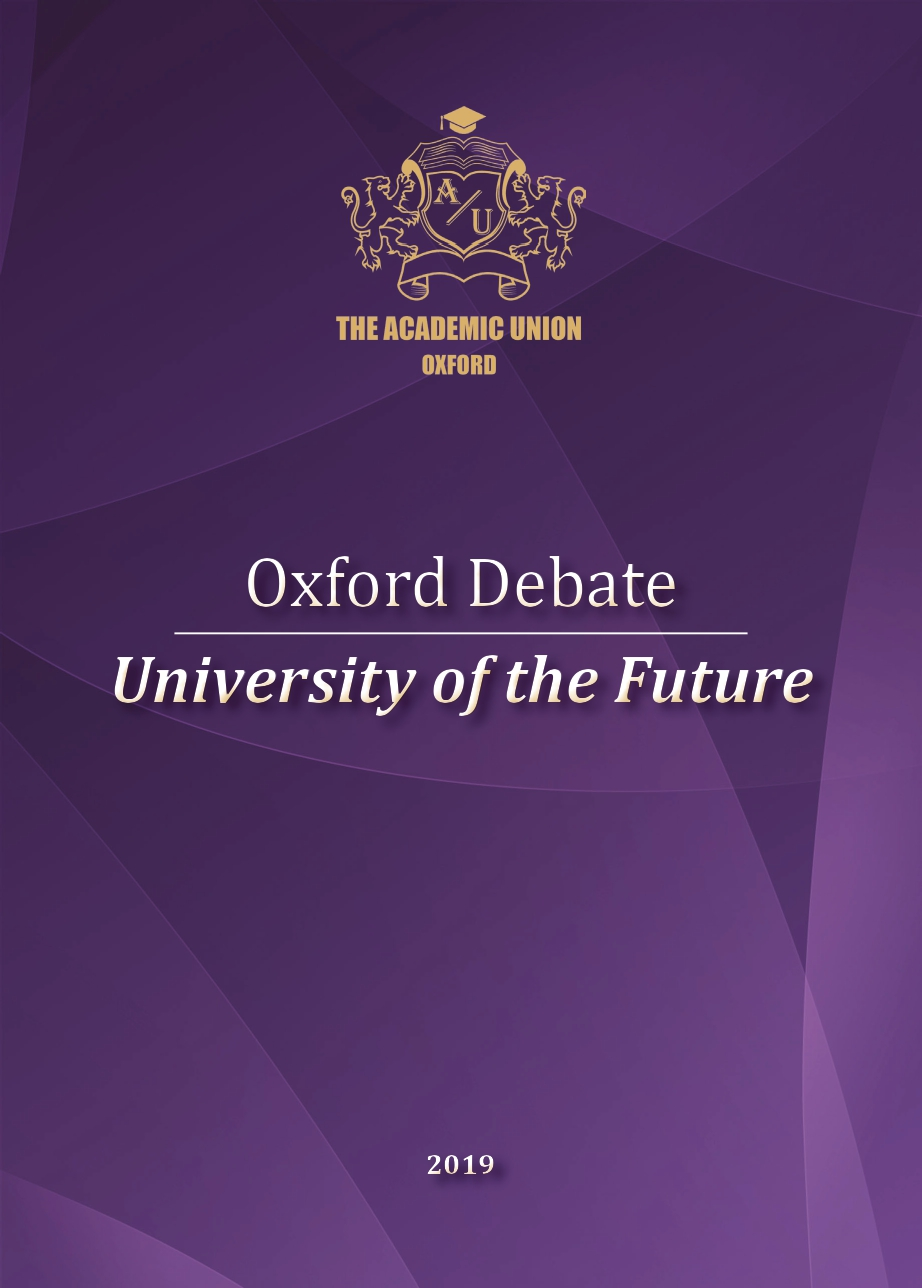
Обкладинка «Oxford Debate» 23 травня 2019 р.

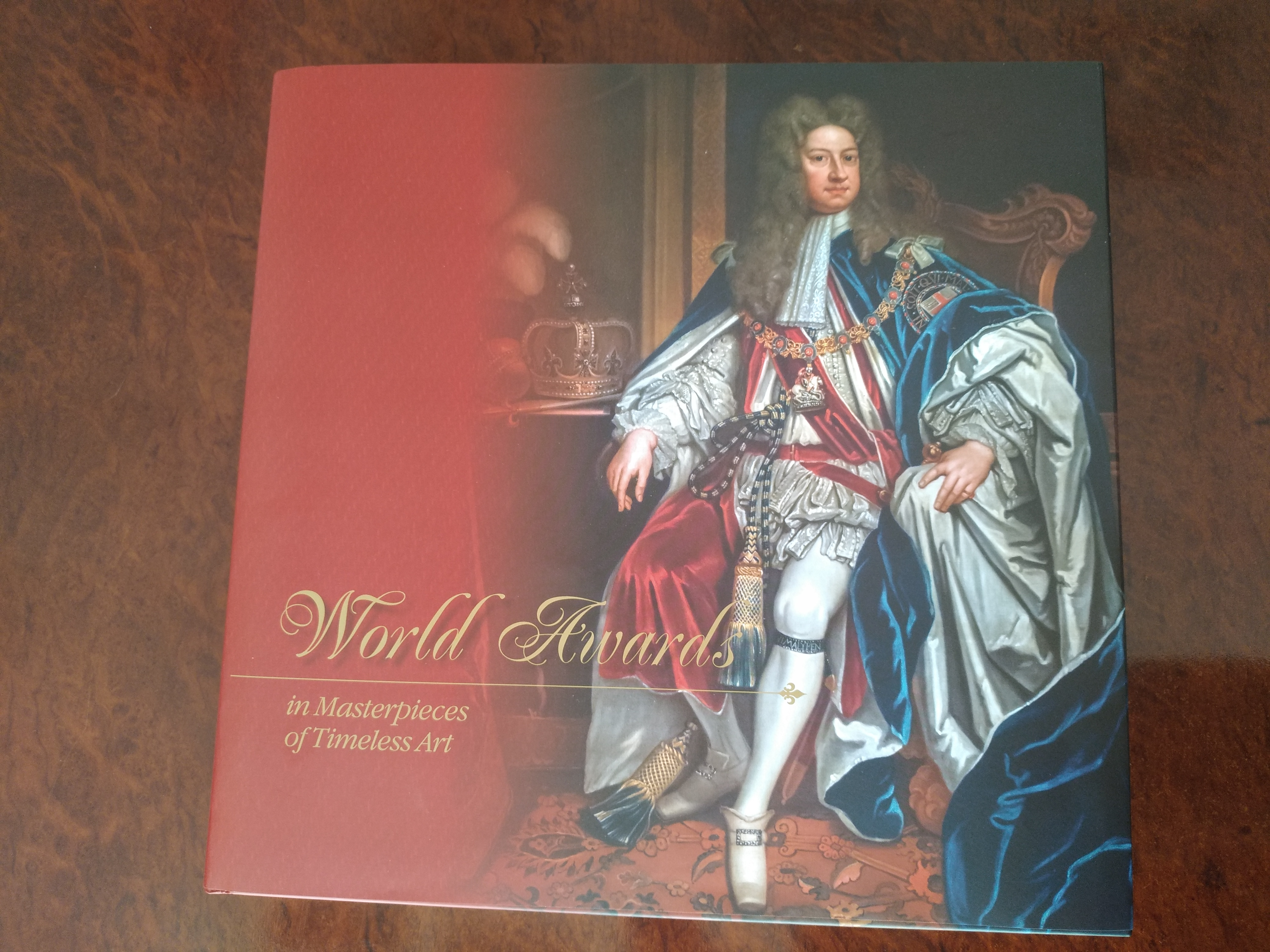
Обкладинка видання «World Awards in Masterpieces of Timeless Art»

Також у рамках саміту відбулася презентація книги «World Awards in Masterpieces of Timeless Art» 34 35 [Архівовано 9 грудня 2019 у Wayback Machine.].
23 травня провідні науковці та керівники освіти зібралися взяли участь у «Oxford Debate». Головна тема: «Майбутнє освіти в сучасному світі».
Тбілісі, Грузія — відбулася конференція Європейської медичної асоціації та Європейської Бізнес Асамблеї «Best Medical Practice».
28 червня ЕВА, як установа зі спеціальним консультативним статусом Економічної і соціальної ради ООН (ECOSOC), організувала Громадські слухання "CSR as a priority of Regional business transformation: Multiplicity of CSR advantages to work on long-term perspective. Adopting the CSR policy which reflects public interests. Це було першим заходом, проведеним ЕВА в офісі ООН в Женеві — Палаці Націй37 [Архівовано 4 грудня 2019 у Wayback Machine.].
2 липня Європейська Бізнес Асамблея та її партнери провели «Форум досягнень» у Мілан, серед членів якого були представники понад 40 країн світу.
4 жовтня відбувся «Форум досконалості, якості та управління» в Канни, Франція.
У листопаді в готелі Crowne Plaza в Лімасол, Кіпр, відбулася конференція «Best Medical Practice».
17-18 грудня в Оксфорді відбувся Саміт Лідерів «Leaders Define the Future, and Future Defines Leaders». Також в рамках Саміту, 18 грудня, відбулися презентація та перше засідання EBA Whisky Club. Президент EBA Whisky Club — Алан Майатт, один із найбільш популярних тематичних персонажів у Великій Британії, член гільдії міських глашатаїв, автор двох рекордів, занесених до книги рекордів Гіннесса.

## Розслідування
24 липня 2017 року The Times опублікувала розслідування «Oxford university in fake awards farce», де йде мова, що:
1. ЄБА видає себе за заклад, пов'язаний із Оксфордський університетом.
2. Від імені Оксфордського університету займається продажем фальшивих нагород.
3. Ці факти базуються на повідомлені колишніх анонімних співробітників.

Посилаючись на газету The Times, скандальну новину розтиражували понад 100 інтернет видань, теле- і радіоканалів, в тому числі і впливові британські видання Daily Mail і The Sun.